# Wierde
Wierde [vjɛʀd] (en wallon Wiete) est une section de la ville belge de Namur située en Région wallonne dans la province de Namur.
C'était une commune à part entière avant la fusion des communes de 1977.

## Démographie
- Sources:INS, Rem:1831 jusqu'en 1970=recensements, 1976= nombre d'habitants au 31 décembre

## Patrimoine et culture

### Patrimoine architectural
- Le fort d'Andoy (village qui fait partie de Wierde) servit à la défense de Namur en 1914 et en 1940 où sa reddition n'eut lieu que le 23 mai, soit une semaine après le retrait des fantassins de la PFN (position fortifiée de Namur), du fait du franchissement de la Meuse un peu plus au sud, à Houx et à Leffe.
- Eglise Notre-Dame du Rosaire. Edifice romane datant des XIe et XIIe siècles[2].
- Ancien présbytère (XVIIe siècle)[2].
- Ferme en U qui était l'arrière-fief de Reppeau, du comté de Namur, déjà cité à la fin du XIVe siècle[3].
- Château située à l'ouest de l'église qui était le siège d'une seigneurie hautaine, engagée en 1687 aux Wespin avec le hameau d'Andoy, mais en 1726, elle est séparée par vente aux Waha. Le château datant de la première moitié du XVIIIe siècle[4].
- Eglise Saint-Alphonse d'Andoy. Edifice de style néo-roman bâti en 1839 et agrandie et par la construction de la tour par l'architecte Glibert en 1873[5].
- Château d'Andoy. Ancien siège d'une seigneurie hautaine, qui est engagée en 1687 aux Wespin, passée en 1734 au chapitre de Saint-Aubert à Namur, dès 1736 à C. H. de Ghillenghien, en 1763 à Michel Raymond et aux XIXe siècle, au Moreau[5].
- Ancien moulin du Tronquois, à l'époque propriété de l'abbaye de Grandpré datant du XVIIe siècle et la ferme du même nom qui était aussi la propriété de l'abbaye de Grandpré, citée en 1231 dont la grange reconstruite aux XIXe et XXe siècle[6].
- Ferme de Weez. Ancienne propriété de l'abbaye de Grandpré, qui est citée au début du XVIIe siècle[6].

## Galerie d'images

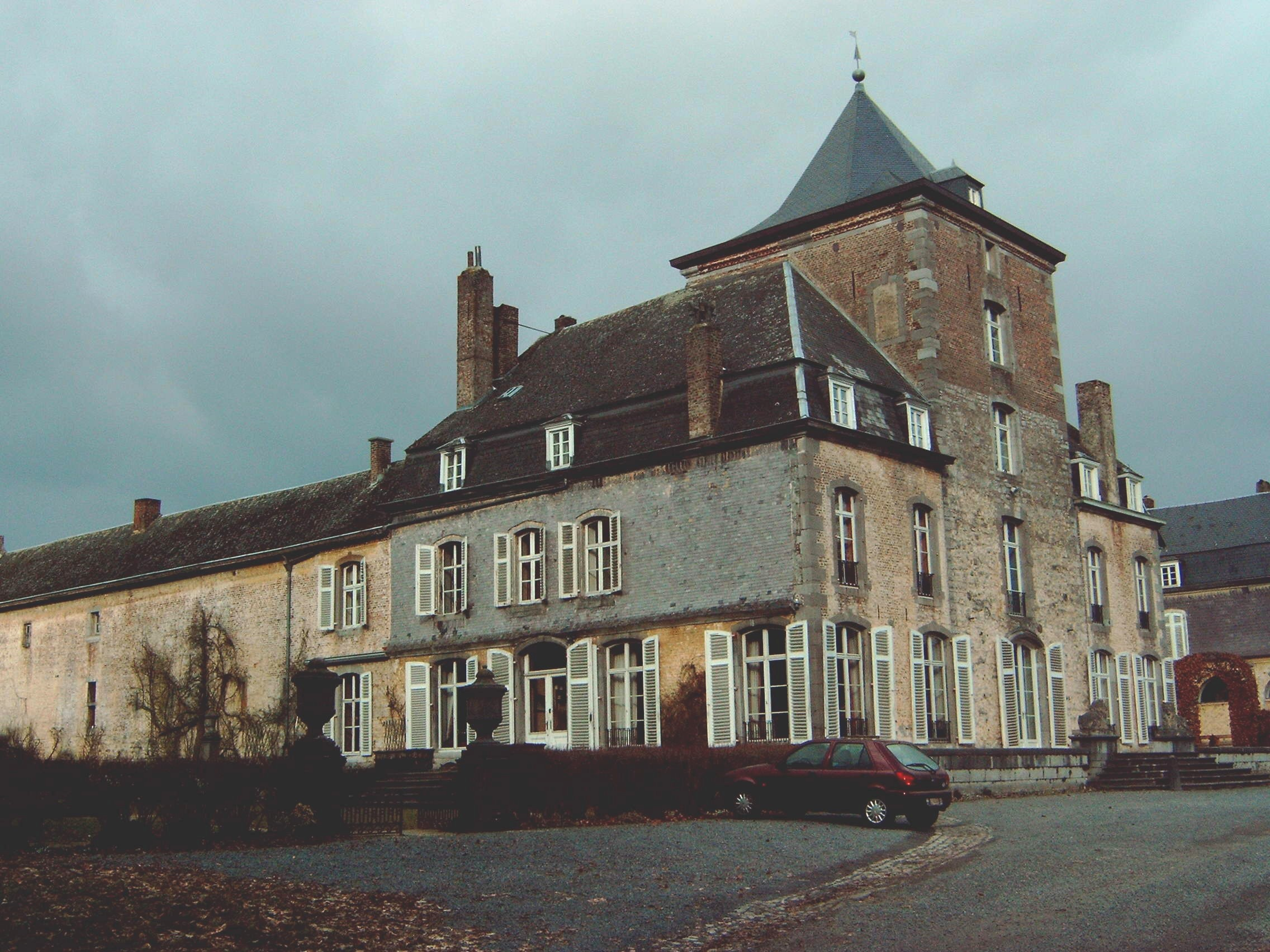
Château d'Andoy.
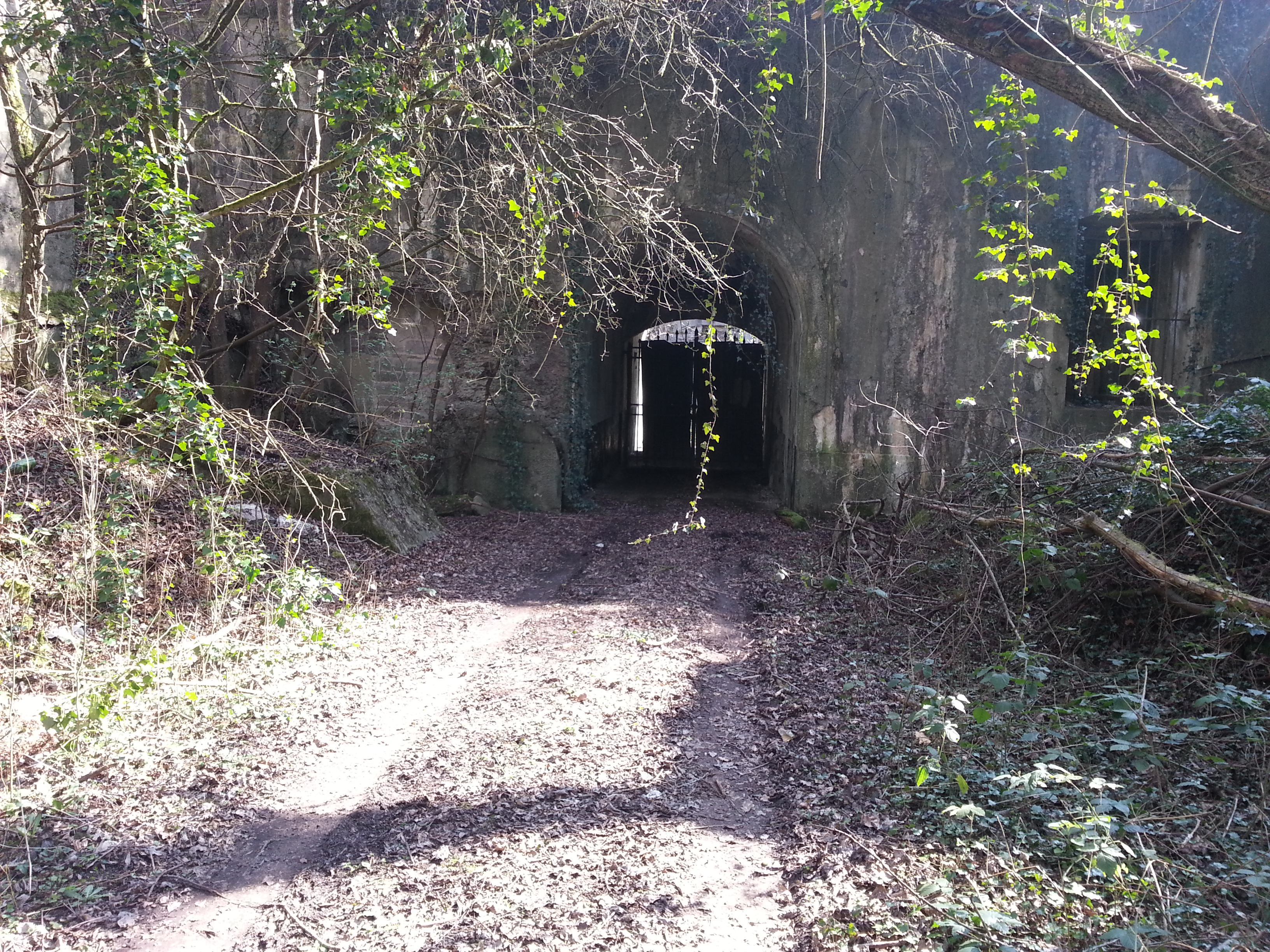
Entrée du Fort d'Andoy.
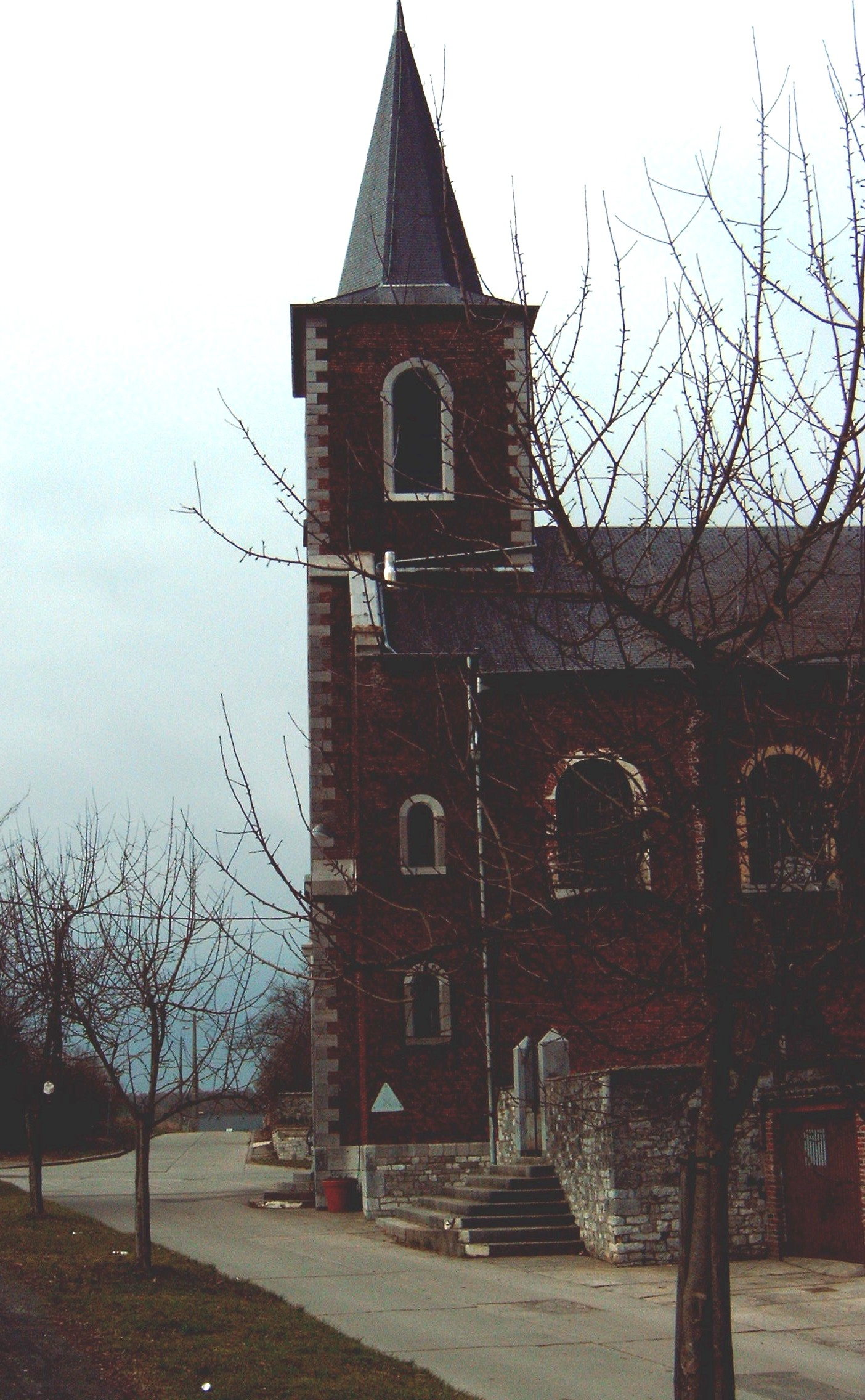
Église d'Andoy.
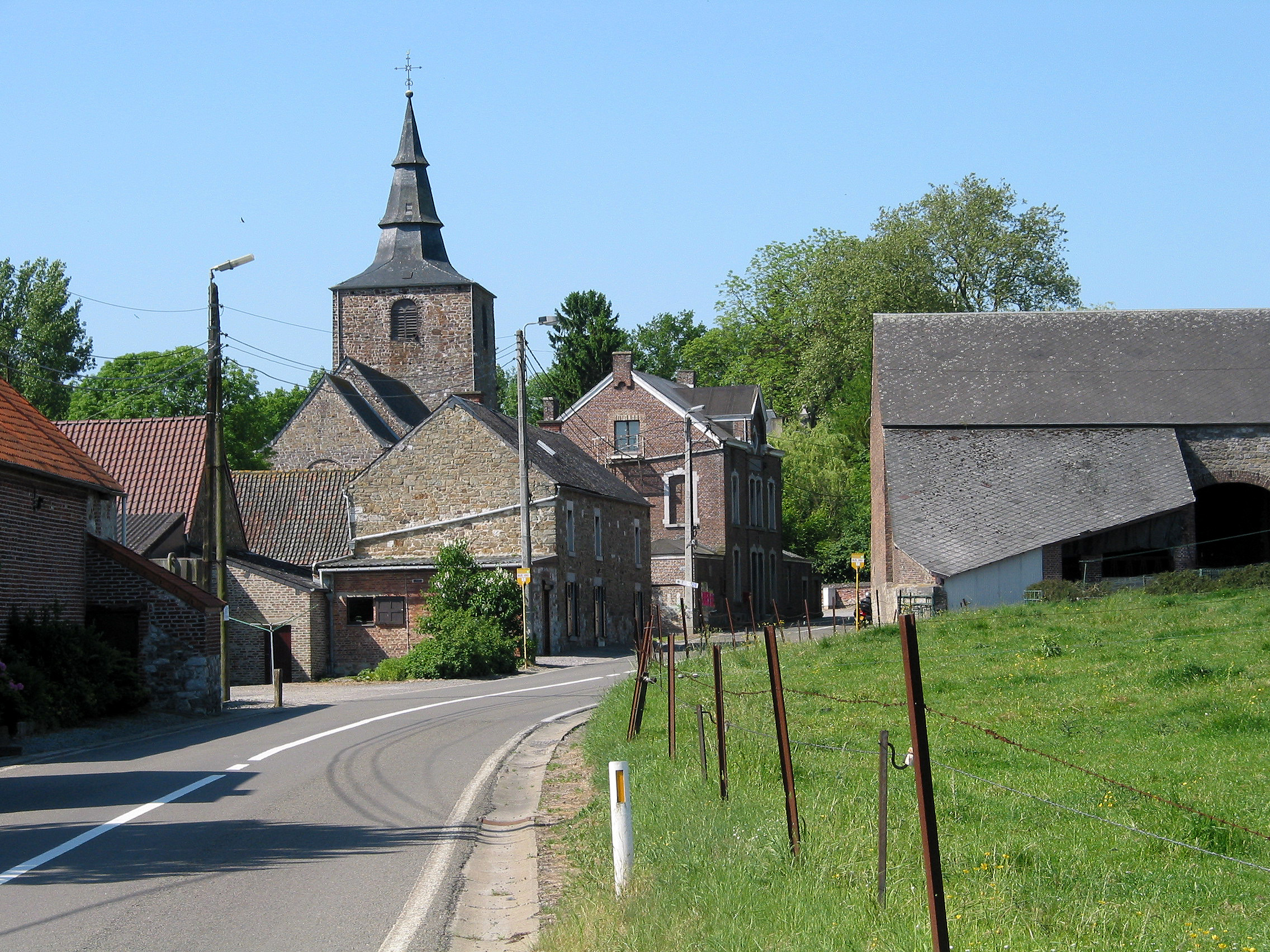
Rue de Jausse.
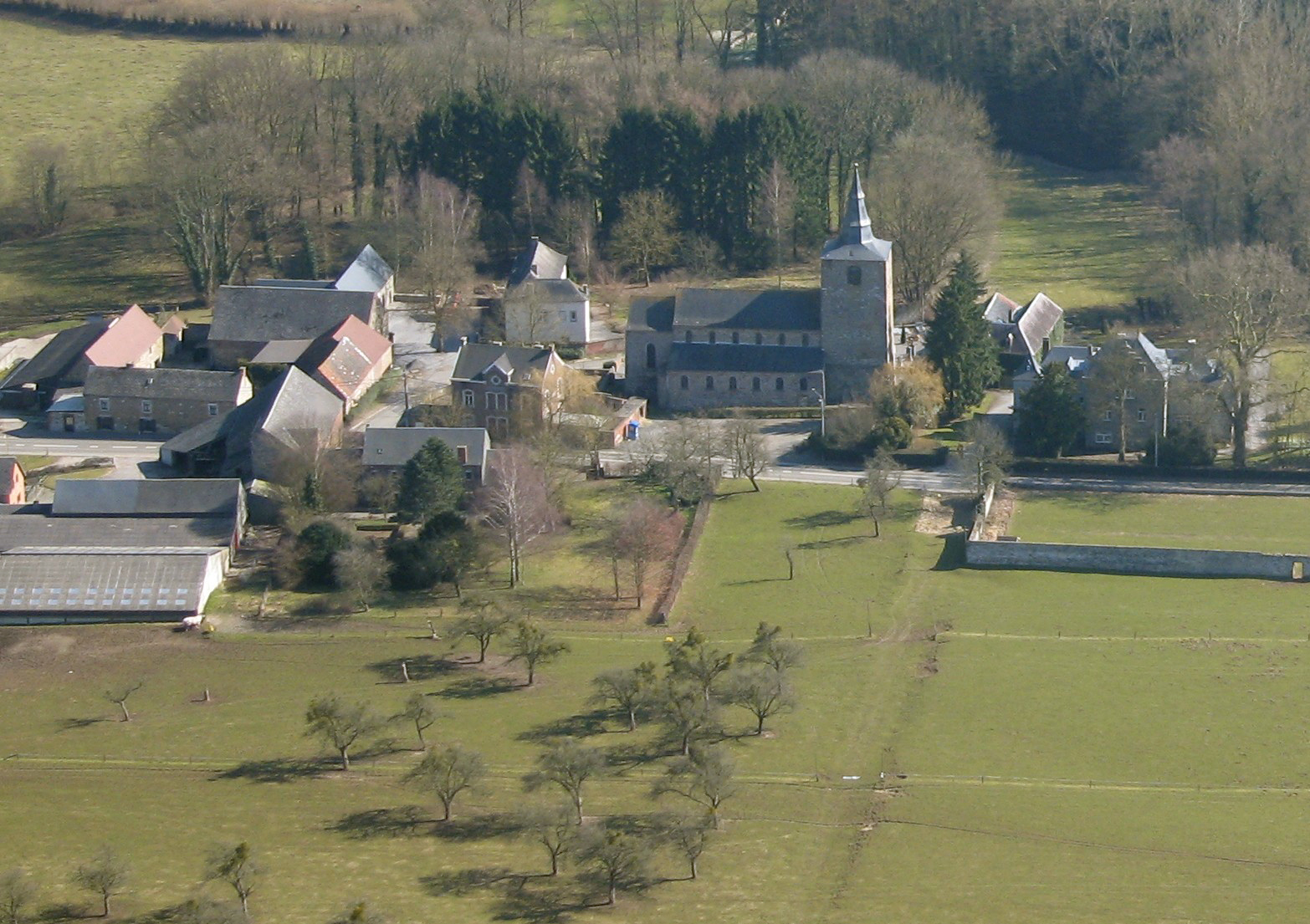
Centre classé rue de Jausse.